# Rosa de Castilla, Guanajuato
Rosa de Castilla är en ort i Mexiko.   Den ligger i kommunen San Diego de la Unión och delstaten Guanajuato, i den centrala delen av landet, 280 km nordväst om huvudstaden Mexico City. Rosa de Castilla ligger 2 010 meter över havet och antalet invånare är 344.
Terrängen runt Rosa de Castilla är en högslätt. Runt Rosa de Castilla är det ganska glesbefolkat, med 38 invånare per kvadratkilometer. Närmaste större samhälle är San Diego de la Unión, 11,7 km nordväst om Rosa de Castilla. Omgivningarna runt Rosa de Castilla är i huvudsak ett öppet busklandskap.